# Holger Zürch
Holger Zürch (* 1967 in Weimar) ist ein deutscher Journalist und Autor.
Er war von 2007 bis 2008 als Pressereferent für die Handwerkskammer Dresden tätig.
2004 erschien von ihm das Sachbuch Thüringens Gründerjahre. Gespräche mit Thüringer Abgeordneten über ihre Zeit im Landtag zwischen 1990 und 1999, daneben zeichnete er für Lektorat und Redaktion einer Dokumentation der Beschäftigungsinitiative „Pakt für Arbeit Zeitz“ sowie zweier Festschriftflyer der Deutschen Rentenversicherung Knappschaft-Bahn-See verantwortlich.

## Bibliografie

### Sachbuch
- Thüringens Gründerjahre. Gespräche mit Thüringer Abgeordneten über ihre Zeit im Landtag zwischen 1990 und 1999. LZT, Erfurt 2004, ISBN 3-931426-85-8.
- Mit freiem Volk auf freiem Grunde – 15 Jahre Thüringer Landtag im Rückblick einstiger Abgeordneter aus den Gründerjahren im Freistaat Thüringen. Online-Ressource. Sächsische Landesbibliothek – Staats- und Universitätsbibliothek Dresden – Leipzig 2013, DNB

#### Selbstpublikationen
- Florettstich, Bumerang, Rohrkrepierer. Zwischenrufe im Thüringer Landtag 1991 - 1993. Der Andere Verlag, Osnabrück 2001, ISBN 3-935316-26-7.
- Der Hohepriester zu Panitzsch. 300 Jahre Barock-Kirche im Leipziger Land. Mit Sonderteil zur Flemming-Orgel von 1786. Zus. mit Jiří Kocourek. Engelsdorfer Verlag, Leipzig 2005, ISBN 3-939144-38-X.
- Silbermond samt Stirnenfuß. Texte und Musik von Heinz Rudolf Kunze zwischen 1980 und 2005. Eine Bestandsaufnahme. Engelsdorfer Verlag, Leipzig 2005, ISBN 3-938873-31-0.
- Höhenkur für den Hohepriester. Die Kirche Panitzsch und ihre Renovierung im Jahr 2006. Engelsdorfer Verlag, Leipzig 2006, ISBN 978-3-86703-217-9 sowie ISBN 978-3-86703-222-3.
- Mit freiem Volk auf freiem Grunde. 15 Jahre Thüringer Landtag im Rückblick einstiger Abgeordneter aus den Gründerjahren im Freistaat Thüringen. Engelsdorfer Verlag, Leipzig 2006, ISBN 978-3-939404-01-9; online als kostenloses E-Book, Qucosa, 2013.
- Panik pur. 35 Jahre Udo Lindenberg. Die Bilanz. Engelsdorfer Verlag, Leipzig 2007, ISBN 978-3-86703-318-3 (2. Aufl. 2009 ISBN 978-3-86901-522-4).
- Hohepriester im Dreiklang. Die Kirche Panitzsch und ihr Gemeindeleben im Jahr 2007. Engelsdorfer Verlag, Leipzig 2007, ISBN 978-3-86703-648-1.
- Woran man mit mir war. Heinz Rudolf Kunze: 2005 bis 2008. Engelsdorfer Verlag, Leipzig 2008, ISBN 978-3-86901-008-3.
- Panik pur 2. 40 Jahre Udo Lindenberg. 2007 bis 2011 – eine Bilanz. Engelsdorfer Verlag, Leipzig 2012, ISBN 978-3-86268-729-9.